# Mysterious Ways (serie televisiva)
Mysterious Ways è una serie televisiva canadese prodotta da PAX TV, Lionsgate Television e CTV.

## Trama
La serie si concentra sulla ricerca di spiegazioni e prove di fenomeni apparentemente miracolosi, svolta dal protagonista Declan Dunn, professore di antropologia presso la Northern University in Oregon, spesso paragonato a Indiana Jones a causa del suo entusiasmo energetico per risolvere un mistero. La sua passione per gli eventi miracolosi ha le sue radici in una disavventura, durante la quale venne colpito da una valanga sopravvivendo. Dunn è convinto quindi che l'evento sia un miracolo e che gli abbia cambiato la vita. In diversi episodi fa riferimento a questo evento e all'impatto che ha avuto sulla sua vita. Ad aiutarlo nella ricerca, anche se a volte sembrano leggermente riluttanti, sono gli amici intimi, la dottoressa Peggy Fowler, psichiatra in un vicino ospedale, e Miranda Feigelsteen, studentessa di fisica e Assistente di ricerca di Declan. Peggy si dimostra la più equilibrata del trio; le sue cosiddette "spiegazioni razionali" spesso non forniscono alcuna spiegazione, ad esempio "era solo un fenomeno anomalo". Miranda, invece, di indole introversa e con uno spiccato scetticismo e sarcasmo si occupa spesso di eseguire test su varie sostanze o azionare una gamma di strumenti.

## Episodi
| Stagione         | Episodi | Prima TV USA | Prima TV Italia |
| ---------------- | ------- | ------------ | --------------- |
| Prima stagione   | 22      | 2000-2001    |                 |
| Seconda stagione | 22      | 2001-2002    |                 |

## Personaggi e interpreti
- Declan Dunn, interpretato da Adrian Pasdar: protagonista della serie, è un professore di antropologia alla Northern University in Oregon. Anni prima, mentre stava sciando, venne travolto da una valanga, e dato per morto, miracolosamente riuscì a sopravvivere. Sin da questo incidente, Declan ha dedicato gran parte del suo tempo libero a indagare sui miracoli che accadono a certi individui, con l'aiuto della dottoressa Peggy Fowler, una psichiatra, e Miranda Feigelsteen, assistente di Declan. Inoltre ha un gran senso dell'umorismo e ironia e spesso fa battute anche di fronte a strani fenomeni.
- Peggy Fowler, interpretata da Rae Dawn Chong: è una psichiatra intelligente e aperta che aiuta le vittime di eventi strani e insoliti a far fronte ai loro sentimenti. Pur avendo una personalità vivace, è ancora addolorata per la morte del marito e, a causa di questo evento, non crede ai miracoli. Cerca spesso di confutare le teorie di Declan ed è confusa ed euforica quando non riesce a spiegare i miracoli che lei testimonia.
- Miranda Feigelsteen, interpretata da Alisen Down: è l'assistente di Declan e studentessa laureata in fisica. È sarcastica, intelligente e leggermente indifferente, ha poca fiducia nei miracoli e quasi sempre ha una posizione contraria alle teorie di Declan. Nonostante questo, Miranda si dimostra molto fedele a Declan.

## Produzione
La serie venne ideata da Peter O'Fallon, che cercava una serie di fantascienza drammatica per famiglie e che trattasse di temi umanistici. Per il titolo si ispirò alla canzone omonima degli U2.

## Distribuzione
I primi otto episodi andarono in onda sulla rete NBC il 24 luglio 2000 fino a luglio 2001, quando venne cancellata dalla programmazione a causa dei bassi ascolti, in seguito PAX TV mandò in onda la serie dall'agosto 2000 al settembre 2002.